# The Legendary Trio at Birdland 1960 Revisited
The Legendary Trio at Birdland 1960 Revisited ist ein Jazzalbum von Bill Evans. Die am 12. und 19. März, 30. April und 7. Mai 1960 im New Yorker Jazzclub Birdland entstandenen Aufnahmen erschienen erstmals 1992 unter dem Titel The 1960 Birdland Sessions und wurden 2024 in klanglich restaurierter Form unter neuem Titel von ezz-thetics wiederaufgelegt.

## Hintergrund
Der Titel des Albums, „The Legendary Trio“, bezieht sich auf das Trio des Pianisten Bill Evans mit dem Bassisten Scott LaFaro und dem Schlagzeuger Paul Motian, auf dieselbe Gruppe, die 1961 im New Yorker Jazzclub Village Vanguard die beiden LPs Sunday at the Village Vanguard und Waltz for Debby für Riverside Records aufnahm. Das Trio fand zehn Tage nach den Vanguard-Konzerten ein tragisches Ende, als LaFaro im Alter von 25 Jahren bei einem Autounfall ums Leben kam. Im Gegensatz zu Evans‘ Live-Aufnahmen von Village Vanguard, die alle bei fünf Sets am 25. Juni 1961 entstanden waren, stammen seine Birdland-Aufnahmen von vier verschiedenen Konzerten zwischen dem 12. März und dem 7. Mai 1960. Es sei erwähnenswert, so John Eyles, dass der erste dieser Auftritte im März 1960 in weniger als Jahresabstand von Evans’ Aufnahme mit Miles Davis zum Album Kind of Blue (Columbia, 1959) lag; daher sei es nicht überraschend, dass das Birdland-Album eine Version der Evans-Davis-Komposition „Blue in Green“ und auch die Davis-Komposition „Nardis“ enthält.
Aufgrund der Aufnahme an vier verschiedenen Tagen wurden einige Stücke des Albums mehr als einmal aufgenommen, so dass „Autumn Leaves“ und „Come Rain or Come Shine“ jeweils dreimal zu hören sind. Am Ende der meisten Titel gibt es eine Rundfunkansage, die darauf hindeutet, dass die Aufnahmen für eine Rundfunkübertragung der Auftritte aus dem Club entstanden sind. Dieses Album ist die dritte Veröffentlichung mit Musik des Pianisten in der Revisited-Reihe von ezz-thetics, nach At the Village Vanguard 1961 Revisited und der Doppel-CD Duos [with Jim Hall] & Trios ’64 & ’65 Revisited, veröffentlicht im Jahr 2023.

## Titelliste
- Bill Evans – The Legendary Trio at Birdland 1960 Revisited[2]

1. Our Delight (Tadd Dameron) 6:34
2. Autumn Leaves (Joseph Kosma, Jacques Prévert) 4:54
3. Beautiful Love (Victor Young, Wayne King, Egbert Van Alstyne, Haven Gillespie) 4:50
4. Autumn Leaves 6:48
5. Come Rain or Come Shine (Harold Arlen, Johnny Mercer) 4:30
6. Come Rain or Come Shine 4:54
7. Nardis (Miles Davis) 7:25
8. Blue in Green (Davis/Evans) 6:13
9. Autumn Leaves 7:08
10. All of You (Cole Porter) 7:02
11. Come Rain or Come Shine 4:35
12. Speak Low (Kurt Weill, Ogden Nash) 6:13

## Rezeption
Obwohl die Live-Mitschnitte aus dem Village Vanguard, bereits 1961 und 1962 bei Riverside Records veröffentlicht, von der Jazzkritik sehr gelobt wurden, wurden die Live-Aufnahmen aus dem Birdland [mit derselben Gruppe] erst 1992 herausgebracht, zwölf Jahre nach Evans’ Tod. Die Veröffentlichung mit den gewohnt hohen Ezz-thetics-Standards hinsichtlich Klangqualität und Dokumentation sei sehr willkommen und verdiene es, endlich mit den Village-Vanguard-Aufnahme gleichgesetzt zu werden, schrieb John Eyles in All About Jazz.